# St. Dionysius (Buke)
St. Dionysius ist eine römisch-katholische Pfarrkirche in Buke, einem Ortsteil von Altenbeken im Kreis Paderborn in Nordrhein-Westfalen. Kirche und Gemeinde gehören zum Pastoralverbund Egge im Dekanat Paderborn des Erzbistums Paderborn. Am 16. Juli 1986 wurde die Kirche unter der Nummer 23 in die Liste der Baudenkmäler in Altenbeken eingetragen.

## Geschichte
Im Jahr 1231 wurde die villa Buke dem Archidiakonat des Dompropstes zugeteilt. In einer weiteren Urkunde von 1325 ist ein Pfarrer von Buke Conradus sacerdos plebanus ton Buke als Zeuge genannt.
Der Vorgängerbau der heutigen Pfarrkirche war von 1691 bis 1894 auch Pfarrkirche für Altenbeken mit dem Patron des Hl. Dionysius.
Die heutige Kirche wurde 1894 bis 1896 errichtet. 

## Baubeschreibung
Die dreischiffige neuromanische dreijochige Kirche hat einen einjochigen Chorraum mit rundem Abschluss. 